# Melis Rassim
Melis Rassim (bulgarisch Мелис Расим, englische Schreibweise: Melis Rasim; * 10. August 2006) ist eine bulgarische Tennisspielerin.

## Karriere
Rassim begann erst mit neun Jahren das Tennisspielen und bevorzugt Sandplätze. Sie spielt bislang hauptsächlich Turniere auf der ITF Women’s World Tennis Tour, wo sie bisher aber noch keinen Titel gewinnen konnte.
2023 trat sie bei den mit 40.000 US-Dollar dotierten Favorit Open mit ihrer Partnerin Kristina Samardzic an. Die beiden verloren ihre Erstrundenbegegnung gegen Dschulija Tersijska und Ani Wangelowa mit 5:7 und 5:7.